# Federico Moretti
Federico Moretti (Genova, 1988. október 28. –) olasz labdarúgó.

## Pályafutása

### Klubcsapatokban
Tíz éves koráig a Bogliasco csapatában játszott, majd a Sampdoria akadémiájára került, 2005-től pedig a Parma játékosa volt. 2006. november 29-én egy Lens-Parma (1-2) UEFA-kupa-mérkőzése alkalmával mutatkozott be a felnőtt csapatban. 2006. december 15-én aláírta első profi szerződését is.
2008. május 18-án debütált az olasz élvonalban, Francesco Parravicini helyére állt be az Internazionale elleni bajnoki utolsó perceiben. 2008. július 16-án az alsóbb osztályú Varese vette kölcsön. 2009. július 11-én a Cataniához igazolt, ahol még két Seria A-s mérkőzést játszott. A 2010-2011-es idényt a másodosztályban töltötte az Ascolinál, ahol alapembernek számított. A klub a játékjogát közösen birtokolta a Cataniával, amit az élvonalbeli csapat teljes egészében megszerzett 2009 júliusában.
Az ezt követő idényeket kölcsönben töltötte másodosztályú csapatoknál, így futballozott a Grosseto, a Modena
és a Spezia csapatában is. A 2014-2015-ös idényt a Vicenzában, majd 2015. augusztus 13-án hároméves szerződést írt alá a Latinával, de 2016. január 11-én ismét kölcsönbe került, és visszatért a Vicenzához. 2017 januárjában bontotta fel szerződését a Latina, majd ezt követően aláírt az Avellinóhoz, amelyben egy idényt töltött el. A Serie B-ben összesen 217 mérkőzésen lépett pályára. 2019-ben rövid ideig a harmadosztályú Albissola játékosa is volt.	
2019. július 24-én a magyar élvonalban szereplő Budapest Honvéd játékosa lett. 38 nappal később közös megegyezéssel felbontották a szerződését. Egy bajnoki mérkőzésen és egy Európa-liga-selejtezőn lépett pályára a klub színeiben.

## Statisztika
2018. február 27-én frissítve.
| Klub           | Szezon         | Bajnokság      | Bajnokság     | Bajnokság | Országos kupa | Országos kupa | Egyéb         | Egyéb | Összesen      | Összesen |
| Klub           | Szezon         | Bajnokság      | Pályára lépés | Gól       | Pályára lépés | Gól           | Pályára lépés | Gól   | Pályára lépés | Gól      |
| -------------- | -------------- | -------------- | ------------- | --------- | ------------- | ------------- | ------------- | ----- | ------------- | -------- |
| Parma          | 2006–07        | Serie A        | 0             | 0         | 0             | 0             | 0             | 0     | 0             | 0        |
| Parma          | 2007–08        | Serie A        | 1             | 0         | 0             | 0             | 0             | 0     | 1             | 0        |
| Parma          | Összesen       | Összesen       | 1             | 0         | 0             | 0             | 0             | 0     | 1             | 0        |
| Catania        | 2009–10        | Serie A        | 2             | 0         | 3             | 1             | 0             | 0     | 5             | 1        |
| Ascoli         | 2010–11        | Serie B        | 37            | 4         | 1             | 0             | 0             | 0     | 38            | 4        |
| Catania        | 2011–12        | Serie A        | 0             | 0         | 1             | 0             | 0             | 0     | 1             | 0        |
| Grosseto       | 2011–12        | Serie B        | 13            | 0         | 0             | 0             | 0             | 0     | 13            | 0        |
| Modena         | 2012–13        | Serie B        | 33            | 1         | 0             | 0             | 0             | 0     | 33            | 1        |
| Spezia         | 2013–14        | Serie B        | 11            | 0         | 1             | 0             | 0             | 0     | 12            | 0        |
| Padova         | 2013–14        | Serie B        | 16            | 1         | 0             | 0             | 0             | 0     | 16            | 1        |
| Vicenza        | 2014–15        | Serie B        | 36            | 7         | 0             | 0             | 0             | 0     | 36            | 7        |
| Latina         | 2015–16        | Serie B        | 15            | 0         | 0             | 0             | 0             | 0     | 15            | 0        |
| Latina         | 2016–17        | Serie B        | 4             | 0         | 2             | 0             | 0             | 0     | 6             | 0        |
| Latina         | Összesen       | Összesen       | 19            | 0         | 2             | 0             | 0             | 0     | 21            | 0        |
| Vicenza        | 2015–16        | Serie B        | 21            | 0         | 0             | 0             | 0             | 0     | 21            | 0        |
| Avellino       | 2016–17        | Serie B        | 17            | 1         | 0             | 0             | 0             | 0     | 17            | 1        |
| Avellino       | 2017–18        | Serie B        | 12            | 1         | 2             | 0             | 0             | 0     | 14            | 1        |
| Avellino       | Összesen       | Összesen       | 29            | 2         | 2             | 0             | 0             | 0     | 31            | 2        |
| Karrier összes | Karrier összes | Karrier összes | 218           | 15        | 10            | 1             | 0             | 0     | 228           | 16       |